# Saint-Saturnin (Sarthe)
Saint-Saturnin é uma comuna francesa na região administrativa do País do Loire, no departamento de Sarthe. Estende-se por uma área de 9.66 km². Em 2010 a comuna tinha 2 641 habitantes (densidade: 273,4 hab./km²).